# Sugar Hill (Manhattan)
Sugar Hill é um distrito histórico na zona norte de Hamilton Heights, que em si é um sub-bairro do Harlem, localizado em Manhattan, na cidade de Nova Iorque, Estados Unidos. O distrito é definido pela West 155th Street, 145th Street, Bradhurst Avenue e Convent Avenue. O nome se originou na década de 1920, quando a área se tornou um lugar popular para ricos africanos americanos viverem.
O distrito federal foi listado no Registro Nacional de Lugares Históricos em 2002. Possui 414 edifícios contribuintes, dois locais contribuintes, três estruturas contribuintes e um objeto contribuinte.

## História
Chamado para se identificar como "doce vida", no Harlem, era uma área residencial de rowhouses para ricos africanos americanos durante o Renascimento do Harlem, incluindo WEB Du Bois, Thurgood Marshall, Adam Clayton Powell Jr., e Duke Ellington. Langston Hughes escreveu sobre a sua relativa riqueza em relação ao Harlem em seu ensaio "Down and Under, em Harlem", publicado no The New Republic em 1944.
Sugar Hill foi eleito como um município histórico pela comissão do New York City Landmarks Preservation em 2000. Foi também listado no Registro Nacional de Locais Históricos em 2002.
O grupo de rap Sugarhill Gang e rap recorde gravadora Sugar Hill, homenagearam o bairro em seus nomes. Sugar Hill é mencionado na letra com o padrão de jazz "Take the A Train", de Billy Strayhorn. É também referido pelo rapper AZ como "Sugar Hill" em seu álbum Doe or Die.

## Demografia
Segundo o censo nacional de 2020, a sua população é de 12 993 habitantes e seu crescimento populacional na última década foi de 9,5%.
Residentes abaixo de 18 anos de idade representam 15,4%. Foi apurado que 36,8% são hispânicos ou latinos (de qualquer raça), 19,9% são brancos não hispânicos, 34,4% são negros/afro-americanos não hispânicos, 3,3% são asiáticos não hispânicos, 1,0% são de alguma outra raça não hispânica e 4,6% são não hispânicos de duas ou mais raças.
Possui 5 682 residências, um aumento de 4,0% em relação ao censo anterior, onde deste total, 6,8% das unidades habitacionais estão desocupadas. A média de ocupação é de 2,4 pessoas por residência.